# Lumbricillus christenseni
Lumbricillus christenseni is een ringworm uit de familie van de Enchytraeidae. De wetenschappelijke naam van de soort is voor het eerst geldig gepubliceerd in 1966 door Tynen.